# Ack, vad är dock livet här
Ack, vad är dock livet här är en gammal psalm i tolv verser av Johannes Rosenthal, troligen skriven före 1660 och översatt 1690 av Petrus Brask med en senare bearbetning av Johan Olof Wallin.
Psalmens inledningsord i 1695 års psalmbok lyder:
Ach! hwad är doch lifwet här?
Jämmer, plåga, stort beswär
|  |
|  |

## Publicerad som
- Nr 272 i 1695 års psalmbok under rubriken "Om Werldens Wäsende / Fåfängelighet och Föracht".
- Nr 457 i 1819 års psalmbok under rubriken "Med avseende på de yttersta tingen: Längtan till det himmelska och eviga vid betraktandet av världens fåfänglighet och onda väsende".